# نيلينيت
نيلينيت ((منغنيز,حديد)16سيليكون12زرنيخ3أكسجين36(Oهيدروجين)17) (بالإنجليزية : Nelenite ) عبارة عن معدن يوجد في نيو جيرسي .